# Roupie
Ne doit pas être confondu avec Ruppie.

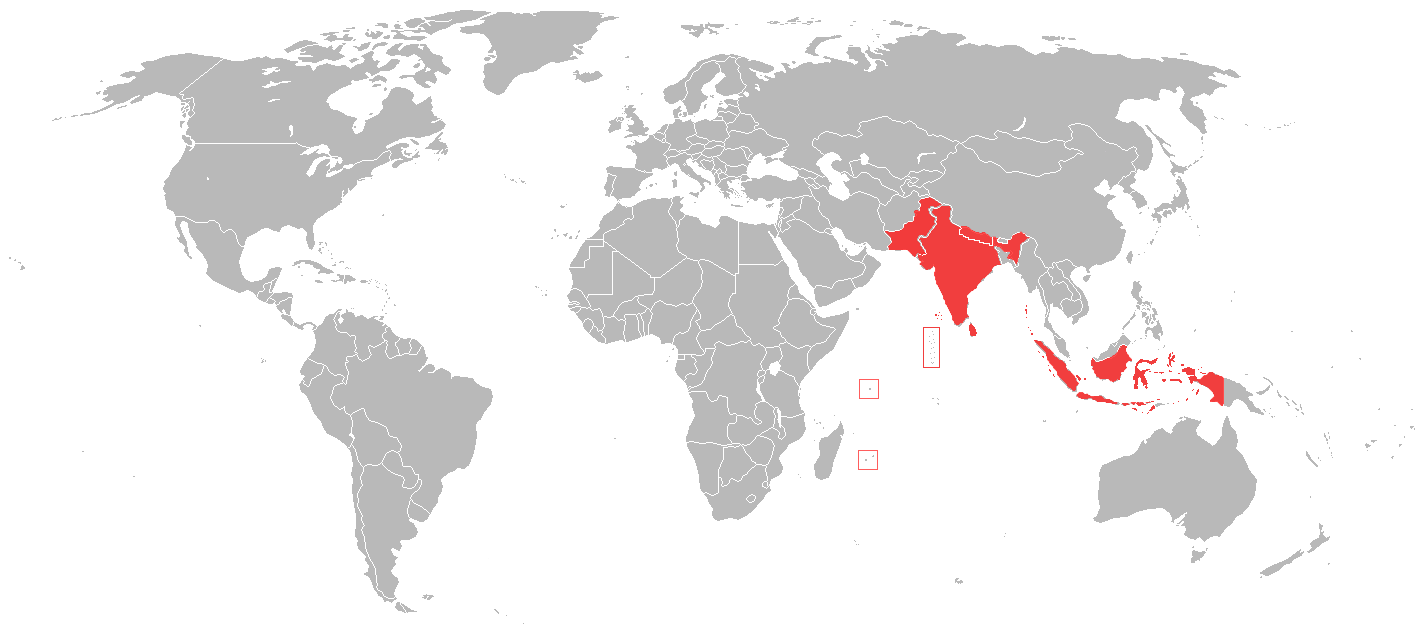
Pays dont la monnaie porte le nom de « roupie ».

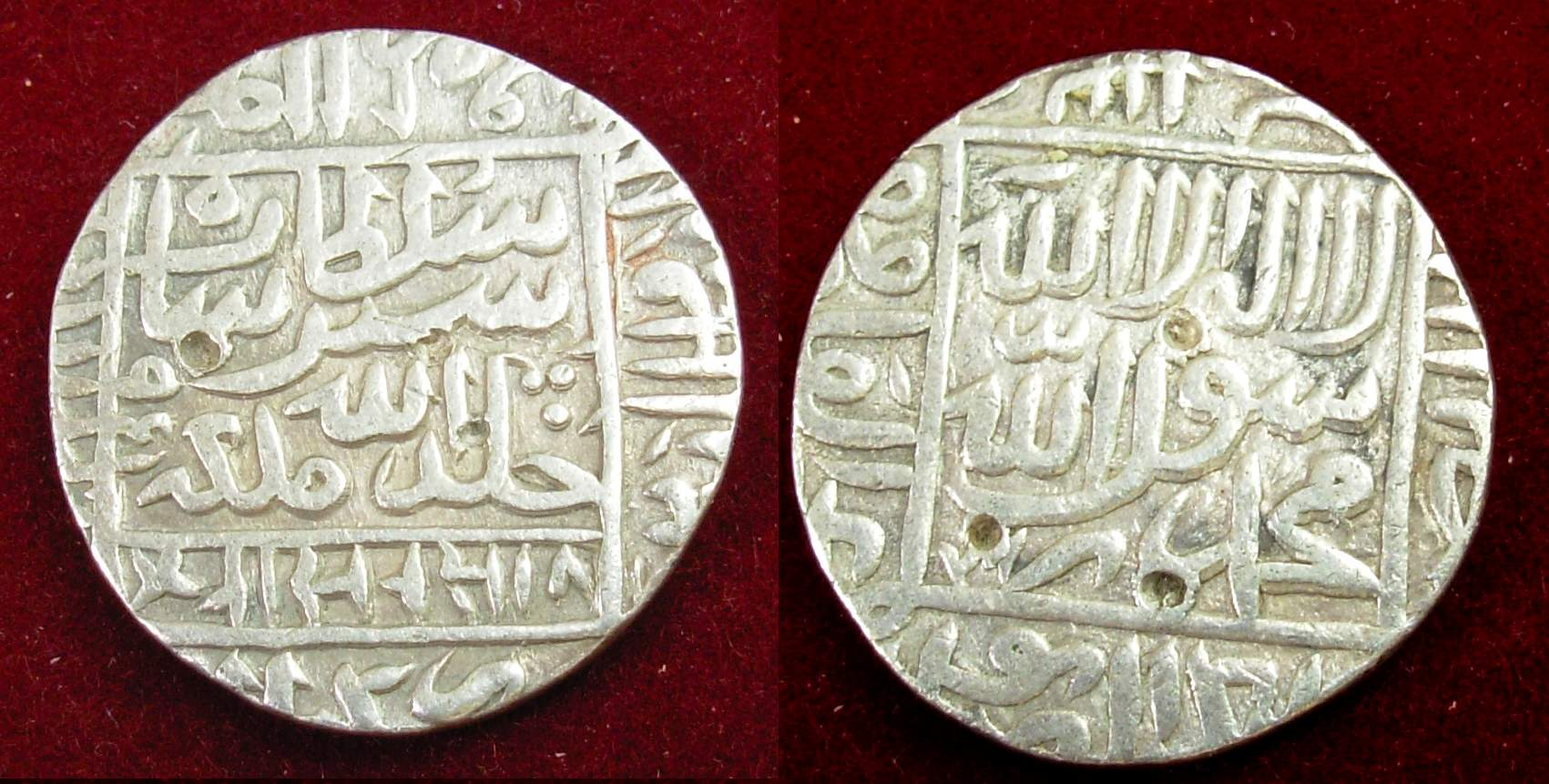
Rupiya mise en circulation par Sher Shâh Sûrî au XVIe siècle, la première roupie.

La roupie est un nom de monnaie courant en Asie du Sud et dans l'océan Indien. 

## Monnaies actuelles
C'est le nom de la monnaie officielle :
- de l'Inde (INR) ;
- de l'Indonésie (IDR) ;
- de l'île Maurice (MUR) ;
- du Népal (NPR) ;
- du Pakistan (PKR) ;
- des Seychelles (SCR) ;
- du Sri Lanka (LKR).

## Anciennes monnaies
L'une des premières « roupies » a été mise en circulation au XVIe siècle par Sher Shah Suri, fondateur de l'empire suri dans le nord de l'Inde. Le terme vient du sanskrit rūpya, un mot qui désigne une pièce d'argent. La roupie devient la monnaie officielle de l'Empire moghol.
Originellement, la roupie prend la forme d'une pièce en argent métal, d'un poids compris entre 10 et 12 g. 15 à 16 roupies d'argent équivalaient à un mohur d'or. Elle était divisée en 16 annas ou 64 paises ou 192 païs (en). 4 roupies valaient un ashrafi (en) d'or. La roupie possédait également son équivalence en pagode d'or.
La roupie était également, à partir du XVIIe siècle, la monnaie ayant cours dans les comptoirs coloniaux portugais (roupie de l'Inde portugaise) et français (roupie de l'Inde française), puis, elle fut émise par la Compagnie britannique des Indes orientales sous son propre nom à partir de 1794, puis, à partir de 1858, sous l'autorité du Raj britannique incluant certaines colonies comme la Birmanie de 1881 à 1943. Elle est également la devise d’autres pays comme l'Afrique orientale allemande de 1890 à 1916, la Somalie italienne de 1909 à 1925, et l'Afghanistan (roupie afghane, de 1891 à 1925). D'autres roupies comme la roupie de Zanzibar (1906-1936) et la roupie est-africaine (1906-1920) furent à parité avec la roupie du Raj.
En 1957, la roupie indienne adopte le système décimal, une roupie vaut 100 paisa.